# Matthiaskerk (Boedapest)
De Matthiaskerk (Mátyás-templom) is een kerk in de Hongaarse hoofdstad Boedapest. De kerk bevindt zich aan het Drievuldigheidsplein (Szentháromság tér) in de burchtwijk van Boeda. De toren en het kleurrijke dak zijn ook vanaf de andere kant van de Donau duidelijk te zien. De kerk, die officieel de naam Onze-Lieve-Vrouwekerk (Budavári Nagyboldogasszony-templom) draagt, is in zijn huidige vorm neogotisch. 

## Geschiedenis
De oorspronkelijke Onze-Lieve-Vrouwekerk werd in 1255 onder koning Béla IV voltooid en in de 14e en 15e eeuw regelmatig uitgebreid. Zo ontstond in 1470 onder koning Matthias de zuidelijke toren.
Onder de Turken, vanaf 1541, werd de kerk veranderd in een moskee. Hierbij werden het interieur en de fresco's aan de muren en het plafond verwoest. Bij de herovering van Boeda door de Habsburgse legers (1686) leed de kerk opnieuw ernstige schade. In het begin van de 18e eeuw vonden de herstelwerkzaamheden plaats, waarbij barokke stijlelementen werden aangebracht. De kerk was in deze periode in het bezit van achtereenvolgens de franciscanen en de jezuïeten.
Tussen 1873 en 1896 werd de kerk door Frigyes Schulek grondig verbouwd en kreeg ze haar huidige neogotische aanzien. Tijdens de Tweede Wereldoorlog werd de kerk opnieuw zwaar getroffen.
Bij de restauraties ging men weer uit van de gotische versie.
Het exterieur is juist weer gerestaureerd en ook het interieur kreeg een beurt. Vooral het dak met zijn kleurige leien herinnert aan de fayence-cultuur uit de tijd van koning Matthias.
Behalve de genoemde 80 meter hoge, achthoekige gotische klokkentoren, is links de kleinere Béla-toren met een kleurrijk geglazuurd dak van majolicategels. Ter hoogte van de derde verdieping is het Hongaarse wapen gecombineerd met het familiewapen van koning Matthias te zien. Tussen beide torens bevindt zich een neogotische geveldriehoek en een opvallend rozetraam.
Het Mariaportaal met een reliëf uit de 14e eeuw, met taferelen uit Maria's leven, is de grote ingang van de kerk. In de drieschepige kerk vallen onmiddellijk de fraaie beschilderingen aan het plafond en de gotische zuilen op. Links na de ingang bevindt zich een opvallende oratorium. De gebrandschilderde ramen stellen Hongaarse heiligen voor. Rechts van het hoofdaltaar leidt een trap naar de crypte en de schatkamer.
De Stefanuskroon en de andere koninklijke insignes zijn namaak, de originelen bevonden zich tot enkele jaren geleden in het Hongaarse Nationaal Museum. Tegenwoordig zijn ze in het parlement te bewonderen.
In de kerk worden ook regelmatig orgelconcerten gegeven.
In 1867 werd het Oostenrijkse keizerspaar Frans-Jozef en Elizabeth (Sisi) hier gekroond en eind 1916 werd ook Karl I van Oostenrijk hier tot koning Karel IV van Hongarije gekroond.

## Galerij

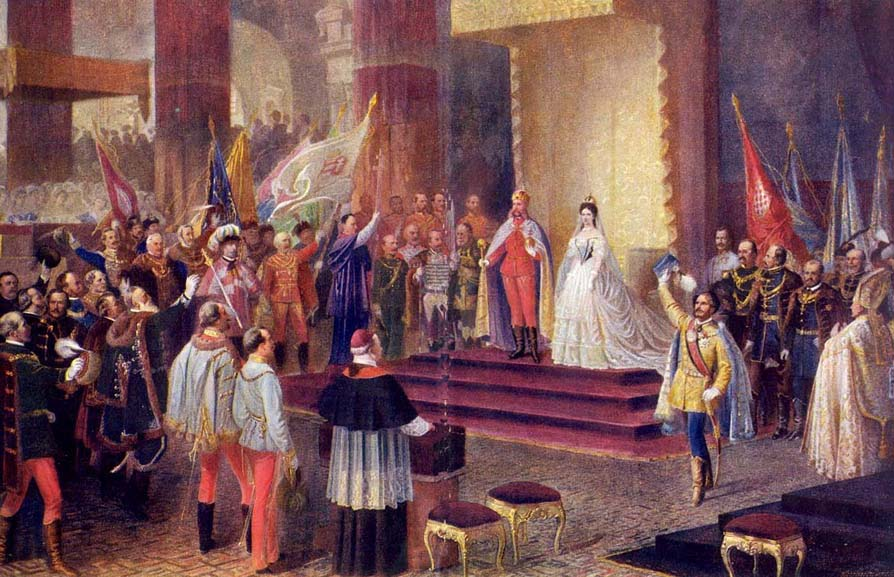
kroning van Frans-Jozef en Elizabeth (Sisi) (1867)
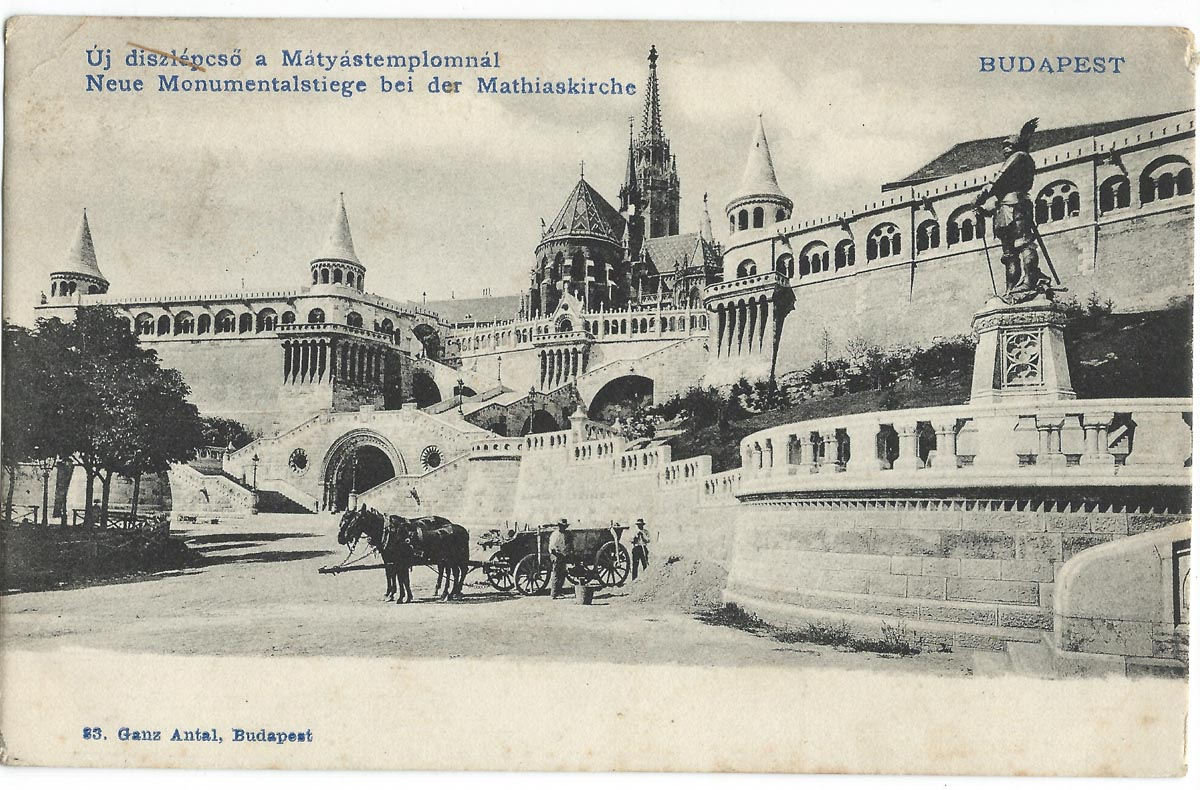
1906
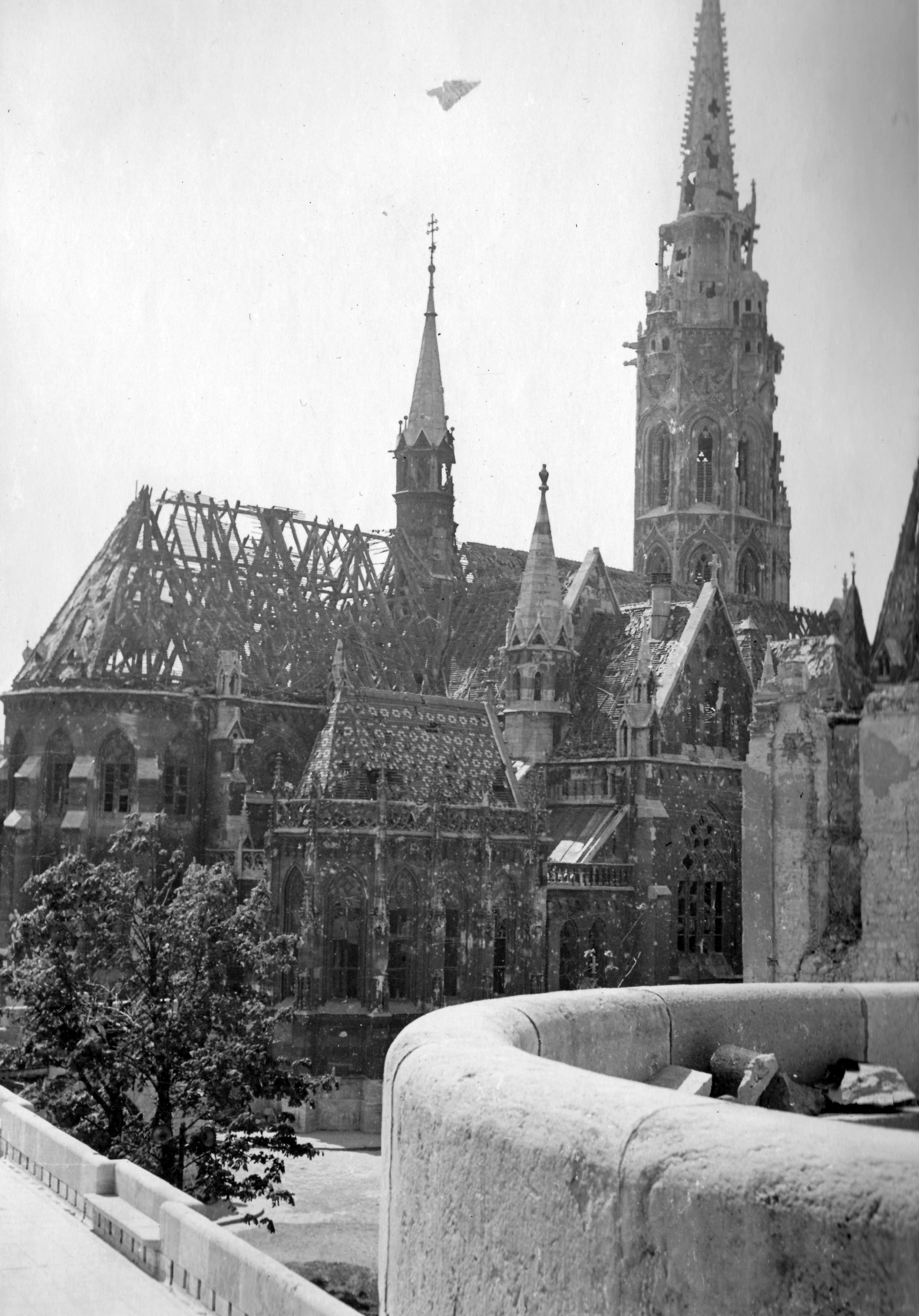
1945
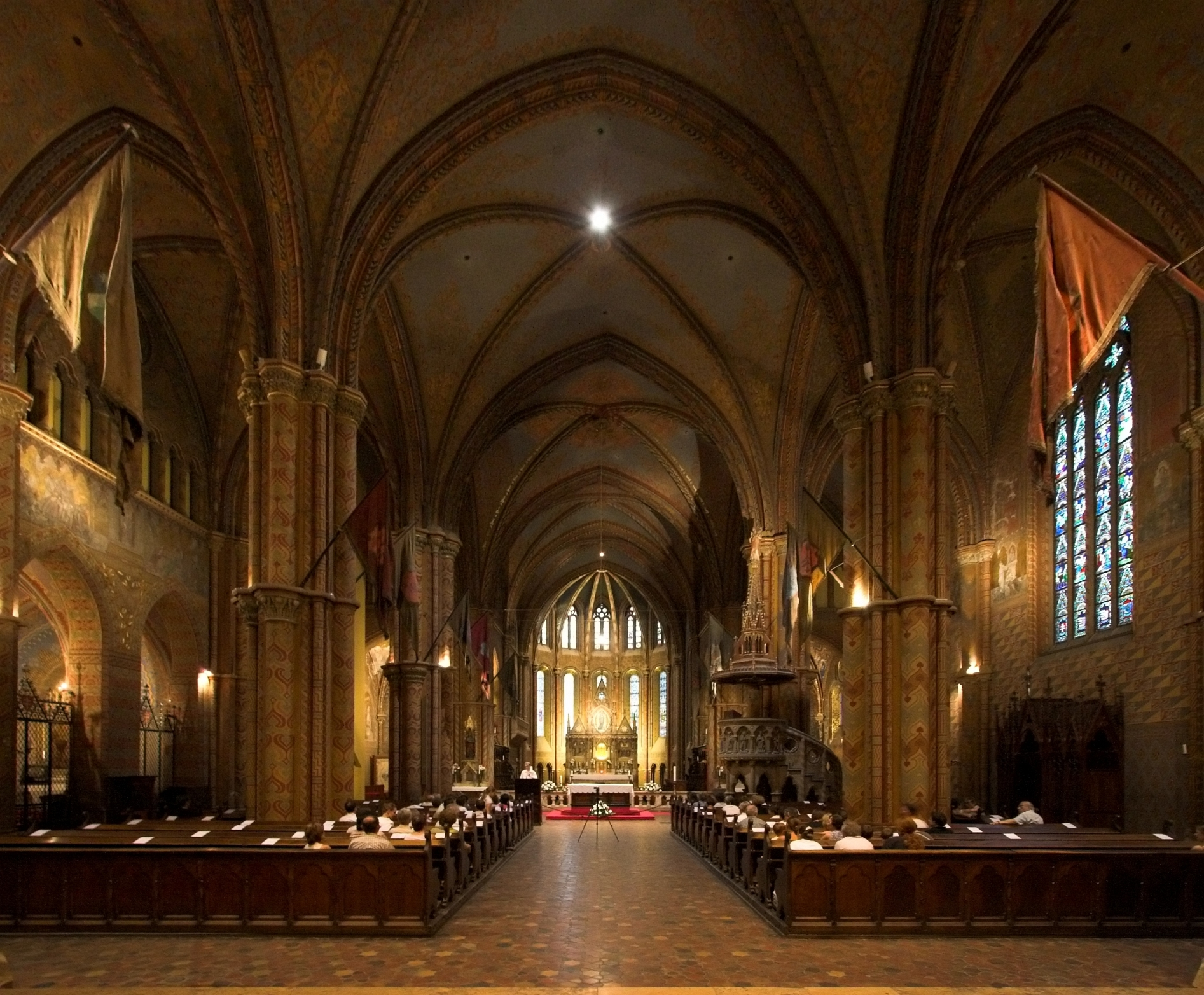
Interieur (2008)
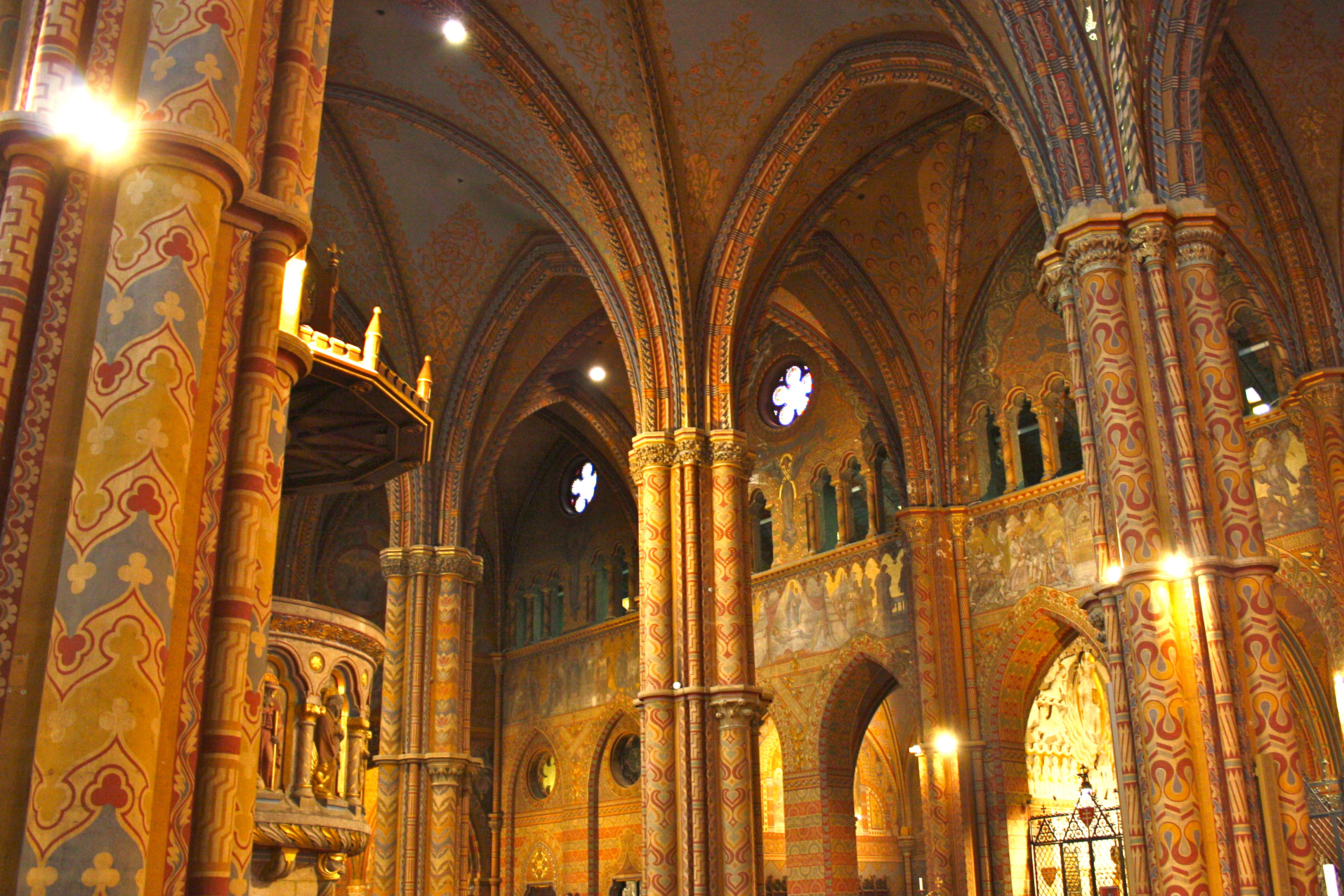
Interieur (2011)
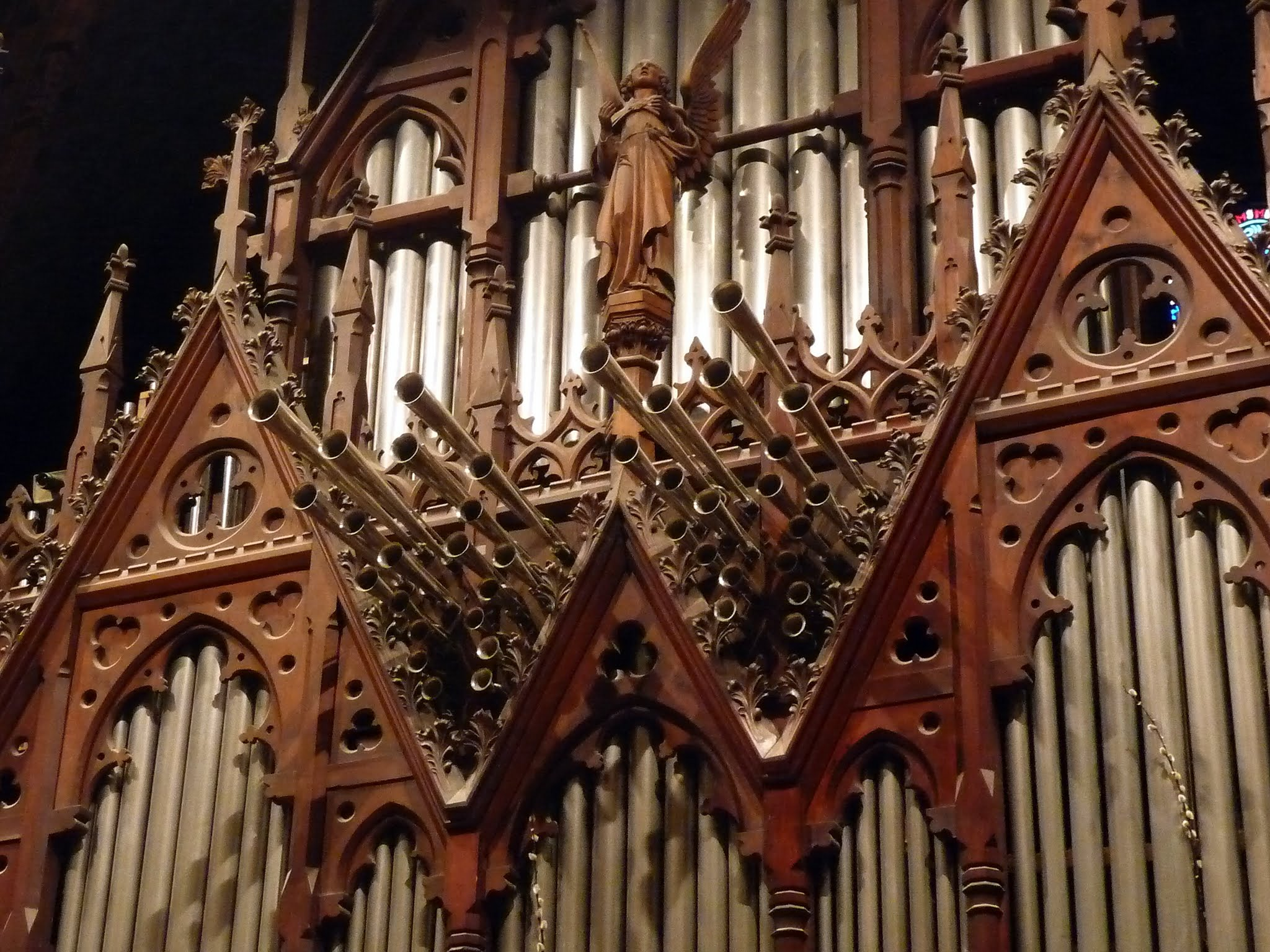
Orgel
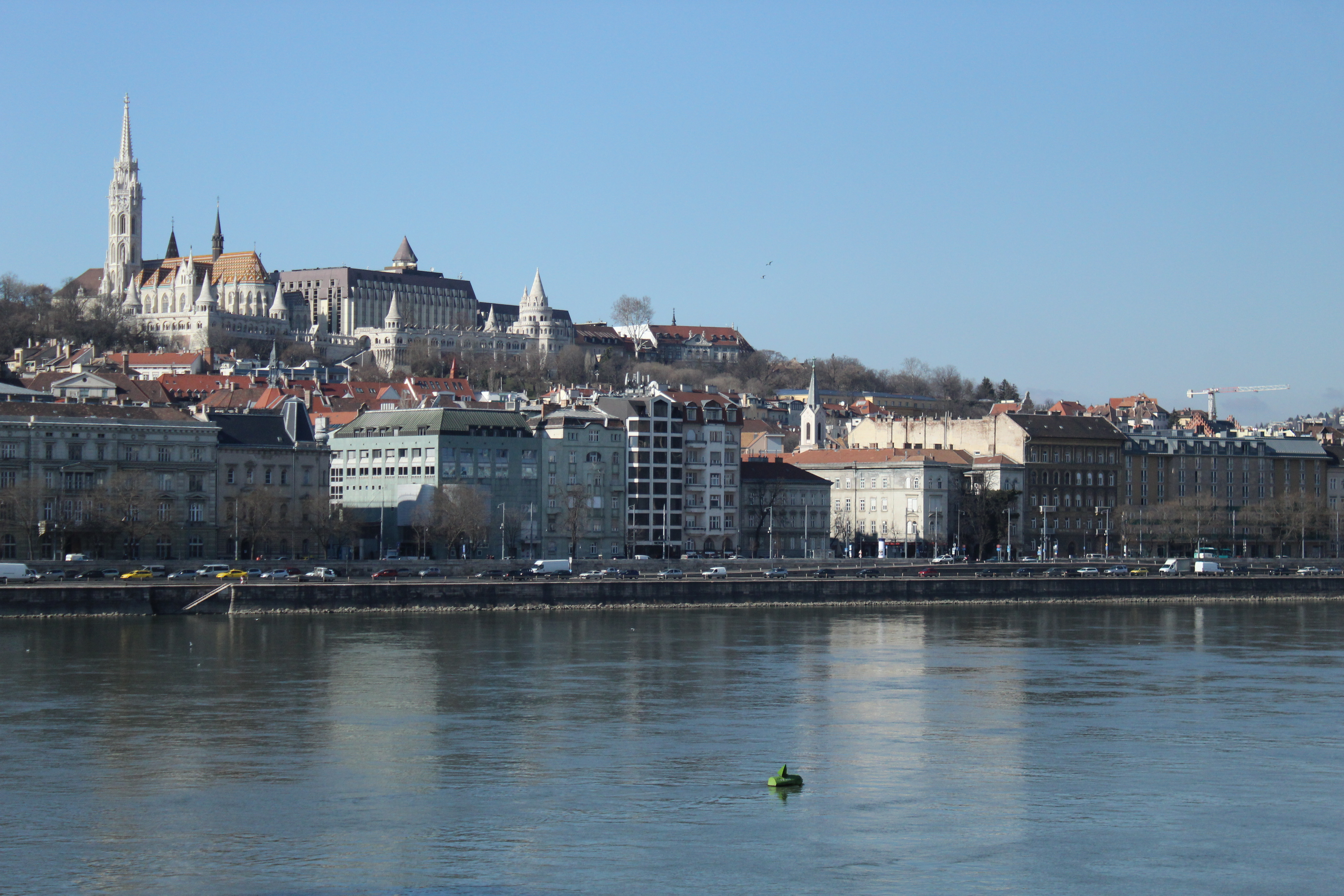
Prachtig uitzicht op Matthiaskerk
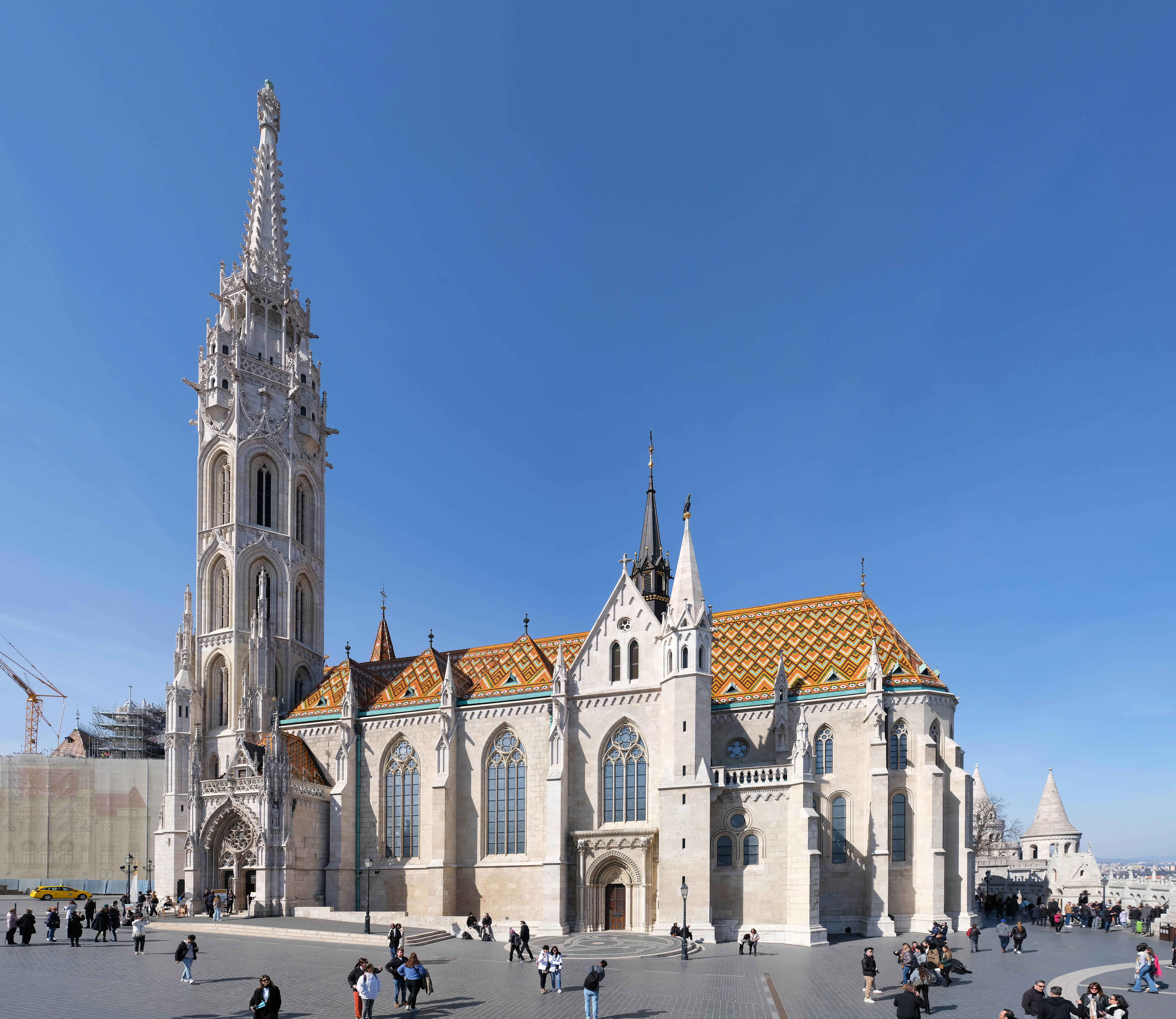